# دل‌شکسته (آلبوم تک‌آهنگ)
دل‌شکسته (انگلیسی: One Hearted) دومین آلبوم تک‌آهنگ از گروه پسرانۀ اهل کره جنوبی امپرس‌اندوان است که در ۲۴ مارس ۲۰۲۴ توسط اف‌ان‌سی منتشر شد. این آلبوم از سه قطعه، از جمله «قلب شکسته» تشکیل شده است.

## موفقیت تجاری
آلبوم در جدول گائون کره در رتبه دهم قرار گرفت. همچنین فروش آن در کره ۶۶,۲۴۳ بود.